# Deguelia rariflora
Deguelia rariflora là một loài thực vật có hoa trong họ Đậu. Loài này được (Benth.) A.M.G.Azevedo miêu tả khoa học đầu tiên.